# Squamatoherpia tricuspidata
Squamatoherpia tricuspidata is een Solenogastressoort uit de familie van de Dondersiidae. De wetenschappelijke naam van de soort is voor het eerst geldig gepubliceerd in 1996 door Büchinger & Handl.